# The Asbestos
The Asbestos es una banda venezolana de rock alternativo formada en el año 2004 en la ciudad de Caracas. Sus miembros iniciales fueron David Donoso, José Gutiérrez, Juan Donoso y Jorge Contramaestre. En 2007, Jorge deja la banda siendo reemplazado por Daniel Jelinek.

## Biografía
En 2009, su primer sencillo Jack & The Harlots tuvo un éxito considerable en las radios venezolanas. Aunque escriben la letra de sus canciones en inglés, el público venezolano ha sido muy receptivo, ofreciendo buenas críticas y postulando a The Asbestos como una de las bandas más prometedoras del país. Su siguiente sencillo, She, también tuvo buenas críticas e incrementó el interés del público y los medios hacia la banda. Ya para el 2009 fueron invitados a varios programas de televisión en Venezuela así como festivales y eventos reconocidos de la talla del Festival Nuevas Bandas o el Escuela de Rock, concurso en el cual resultaron ganadores y tuvieron como premio la realización de su primer videoclip.
El 18 de noviembre de ese mismo año salió al público su primer vídeo musical de la canción Jack & The Harlots, recibiendo mucha atención en diferentes páginas webs, radio y televisión venezolanas y desde febrero de 2010 está en rotación en el canal MTV Latinoamérica.
Waking The Nightmares, su primer disco, fue lanzado el 28 de julio de 2010.
El 25 de junio de 2011 participaron en el segundo WTFest en Caracas con la participación especial de Bioshaft y OneChot.
El 2 de agosto de 2011 estrenaron su segundo videoclip, "She", en el Hard Rock Café Caracas el cual fue censurado en MTV debido a su contenido violento.
En el 2012 Daniel Jelinek, conocido por sus amigos y sus fanes como Cheky dejó The Asbestos, y se unió Nicolás Marchena, baterista también de la banda Idonea. Después, trabajando en un nuevo disco, estrenaron el primer sencillo, "Wicked God".

## Miembros
- David Donoso (Guitarra/Vocal)
- Nicolás Marchena / Cristóbal Romero (Batería)
- Juan Carrasco (Guitarra)
- Juan Alejandro Donoso (Bajo/Coros)

## Discografía
- Waking The Nightmares (2010)
- The World Outside Of The Box (en producción)